# Hydrovatus senegalensis
Hydrovatus senegalensis är en skalbaggsart som beskrevs av Régimbart 1895. Hydrovatus senegalensis ingår i släktet Hydrovatus och familjen dykare. Inga underarter finns listade i Catalogue of Life.